# Superpuchar Wysp Owczych w piłce nożnej
Superpuchar Wysp Owczych (far. Stórsteypadystur) – trofeum przyznawane zwycięskiej drużynie meczu rozgrywanego pomiędzy aktualnym Mistrzem Wysp Owczych oraz zdobywcą Pucharu Wysp Owczych w danym sezonie (jeżeli ta sama drużyna wywalczyła zarówno mistrzostwo, jak i Puchar kraju - to jej przeciwnikiem zostaje drugi zespół w lidze).

## Historia
Historia Superpucharu Wysp Owczych rozpoczęła się w 2007 roku pod nazwą Puchar Lewa (ang. Lions Cup, far. Lions-steypið) od nazwy organizacji charytatywnej. Pierwsza edycja tej imprezy odbyła się 7 marca 2007 roku. B36 Tórshavn wygrał wówczas z HB Tórshavn 5:3 w rzutach karnych. Dogrywki nie było, a w czasie podstawowym mecz zakończył się z wynikiem 1:1. Ogłoszono wówczas, że Superpuchar odbywać się będzie regularnie co roku, a cały dochód z meczu przeznaczany będzie na fundację Lions Club.

## Format
Mecz o Superpuchar Wysp Owczych rozgrywany jest przed rozpoczęciem każdego sezonu. Dotychczas mecz ten odbywał się zawsze w lutym lub marcu, przed rozpoczęciem ligowych i pucharowych rozgrywek. Podobnie jak w innych europejskich pucharach w razie wyniku remisowego po upływie regulaminowego czasu gry nie przeprowadza się dogrywki, a o wyniku meczu decyduje seria rzutów karnych. Cały dochód z meczu przeznaczany jest na cele charytatywne.

## Zwycięzcy i finaliści
| Sezon                                            | K | K | T | Zwycięzca     | Wynik        | Finalista     | Data, miejsce                                        | Uwagi |
| Superpuchar Wysp Owczych (far. Stórsteypadystur) |   |   |   |               |              |               |                                                      |       |
| 2007                                             |   |   | 1 | B36 Tórshavn  | 1:1 (k. 5:3) | HB Tórshavn   | 7.03.2007, Gundadalur (ovari vøllur), Tórshavn, 500  |       |
| 2008                                             |   |   | 1 | NSÍ Runavík   | 4:0          | EB/Streymur   | 8.03.2008, Gundadalur (ovari vøllur), Tórshavn       |       |
| 2009                                             |   |   | 1 | HB Tórshavn   | 3:1          | EB/Streymur   | 29.03.2009, Gundadalur (ovari vøllur), Tórshavn, 600 |       |
| 2010                                             |   |   | 2 | HB Tórshavn   | 2:1          | Víkingur Gøta | 14.03.2010, Gundadalur (ovari vøllur), Tórshavn      |       |
| 2011                                             |   |   | 1 | EB/Streymur   | 2:0          | HB Tórshavn   | 27.03.2011, Gundadalur (ovari vøllur), Tórshavn, 400 |       |
| 2012                                             |   |   | 2 | EB/Streymur   | 2:1          | B36 Tórshavn  | 17.03.2012, Gundadalur (ovari vøllur), Tórshavn, 200 |       |
| 2013                                             |   |   | 3 | EB/Streymur   | 1:0          | Víkingur Gøta | 3.03.2013, Gundadalur (ovari vøllur), Tórshavn, 200  |       |
| 2014                                             |   |   | 1 | Víkingur Gøta | 2:1          | HB Tórshavn   | 10.03.2014, Gundadalur (ovari vøllur), Tórshavn, 300 |       |
| 2015                                             |   |   | 2 | Víkingur Gøta | 3:3 (k. 5:3) | B36 Tórshavn  | 22.02.2015, Tórsvøllur, Tórshavn, 300                |       |
| 2016                                             |   |   | 3 | Víkingur Gøta | 1:0          | B36 Tórshavn  | 27.02.2016, Tórsvøllur, Tórshavn, 376                |       |
| 2017                                             |   |   | 4 | Víkingur Gøta | 2:1          | KÍ Klaksvík   | 4.03.2017, Tórsvøllur, Tórshavn, 431                 |       |
| 2018                                             |   |   | 5 | Víkingur Gøta | 1:1 (k. 3:2) | NSÍ Runavík   | 3.03.2018, Tórsvøllur, Tórshavn, 250                 |       |
| 2019                                             |   |   | 3 | HB Tórshavn   | 1:0          | B36 Tórshavn  | 3.03.2019, Tórsvøllur, Tórshavn                      |       |
| 2020                                             |   |   | 1 | KÍ Klaksvík   | 1:1 (k. 5:4) | HB Tórshavn   | 3.03.2020, Tórsvøllur, Tórshavn                      |       |
| 2021                                             |   |   | 4 | HB Tórshavn   | 3:1          | NSÍ Runavík   | 28.02.2021, Tórsvøllur, Tórshavn                     |       |
| 2022                                             |   |   | 2 | KÍ Klaksvík   | 3:1          | B36 Tórshavn  | 27.02.2022, Tórsvøllur, Tórshavn, 500                |       |
| 2023                                             |   |   | 3 | KÍ Klaksvík   | 0:0 (k. 6:5) | Víkingur Gøta | 26.02.2023, Tórsvøllur, Tórshavn                     |       |
| 2024                                             |   |   | 5 | HB Tórshavn   | 3:2          | KÍ Klaksvík   | 02.03.2024, Tórsvøllur, Tórshavn                     |       |
| 2025                                             |   |   | 6 | HB Tórshavn   | 2:0          | Víkingur Gøta | 01.03.2025, Tórsvøllur, Tórshavn                     |       |

Uwagi:

- wytłuszczono i kursywą oznaczone zespoły, które w tym samym roku wywalczyły mistrzostwo i Puchar kraju (dublet),
- wytłuszczono zespoły, które zdobyły mistrzostwo kraju,
- kursywą oznaczone zespoły, które zdobyły Puchar kraju.

## Statystyka

### Klasyfikacja według klubów
W dotychczasowej historii finałów o Superpuchar Wysp Owczych na podium oficjalnie stawało w sumie 6 drużyn. Liderem klasyfikacji jest HB Tórshavn, który zdobył trofeum 6 razy.
Stan na 01.03.2025. 
| Lp. | Klub          | Zdobywca | Finalista   | Zwycięskie sezony            | Przegrane finały             |   |   |                                    |                        |
| --- | ------------- | -------- | ----------- | ---------------------------- | ---------------------------- | - | - | ---------------------------------- | ---------------------- |
| Lp. | Klub          | 1.       | HB Tórshavn | Zwycięskie sezony            | Przegrane finały             | 6 | 4 | 2009, 2010, 2019, 2021, 2024, 2025 | 2007, 2011, 2014, 2020 |
| 2.  | Víkingur Gøta | 5        | 4           | 2014, 2015, 2016, 2017, 2018 | 2010, 2013, 2023, 2025       |   |   |                                    |                        |
| 3.  | EB/Streymur   | 3        | 2           | 2011, 2012, 2013             | 2008, 2009                   |   |   |                                    |                        |
| 3.  | KÍ Klaksvík   | 3        | 2           | 2020, 2022, 2023             | 2017, 2024                   |   |   |                                    |                        |
| 5.  | B36 Tórshavn  | 1        | 5           | 2007                         | 2012, 2015, 2016, 2019, 2022 |   |   |                                    |                        |
| 6.  | NSÍ Runavík   | 1        | 2           | 2008                         | 2018, 2021                   |   |   |                                    |                        |

### Klasyfikacja według miast
Stan na 01.03.2025.
| Miasto     | Liczba tytułów | Kluby                             |
| ---------- | -------------- | --------------------------------- |
| Thorshavn  | 7              | HB Tórshavn (6), B36 Tórshavn (1) |
| Norðragøta | 5              | Víkingur Gøta (5)                 |
| Streymnes  | 3              | EB/Streymur (3)                   |
| Klaksvík   | 3              | KÍ Klaksvík (3)                   |
| Runavík    | 1              | NSÍ Runavík (1)                   |

### Klasyfikacja według kwalifikacji
| Tytuł                         | Zwycięstw | Finałów |
| ----------------------------- | --------- | ------- |
| Mistrz Wysp Owczych           | 10        | 6       |
| Zdobywca Pucharu Wysp Owczych | 6         | 10      |
| Wicemistrz Wysp Owczych       | 1         | 1       |

### Rekordy
- Najwięcej meczów w turnieju: HB Tórshavn (8).
- Najwięcej zwycięstw w turnieju: Víkingur Gøta (5).
- Najwięcej goli w meczu (6) padło w spotkaniu: B36 Tórshavn – Víkingur Gøta 3:3 (2015).
- Najwyższe zwycięstwo: NSÍ Runavík – EB/Streymur 4:0 (2008).
- Najlepsi strzelcy w historii: Arnbjørn Hansen i Fróði Benjaminsen – 3 gole.